# Шустово (Вязниковский район)
Шустово — деревня в Вязниковском районе Владимирской области России, входит в состав Сарыевского сельского поселения.

## География
Деревня расположена в 11 км на север от центра поселения села Сарыево.

## История

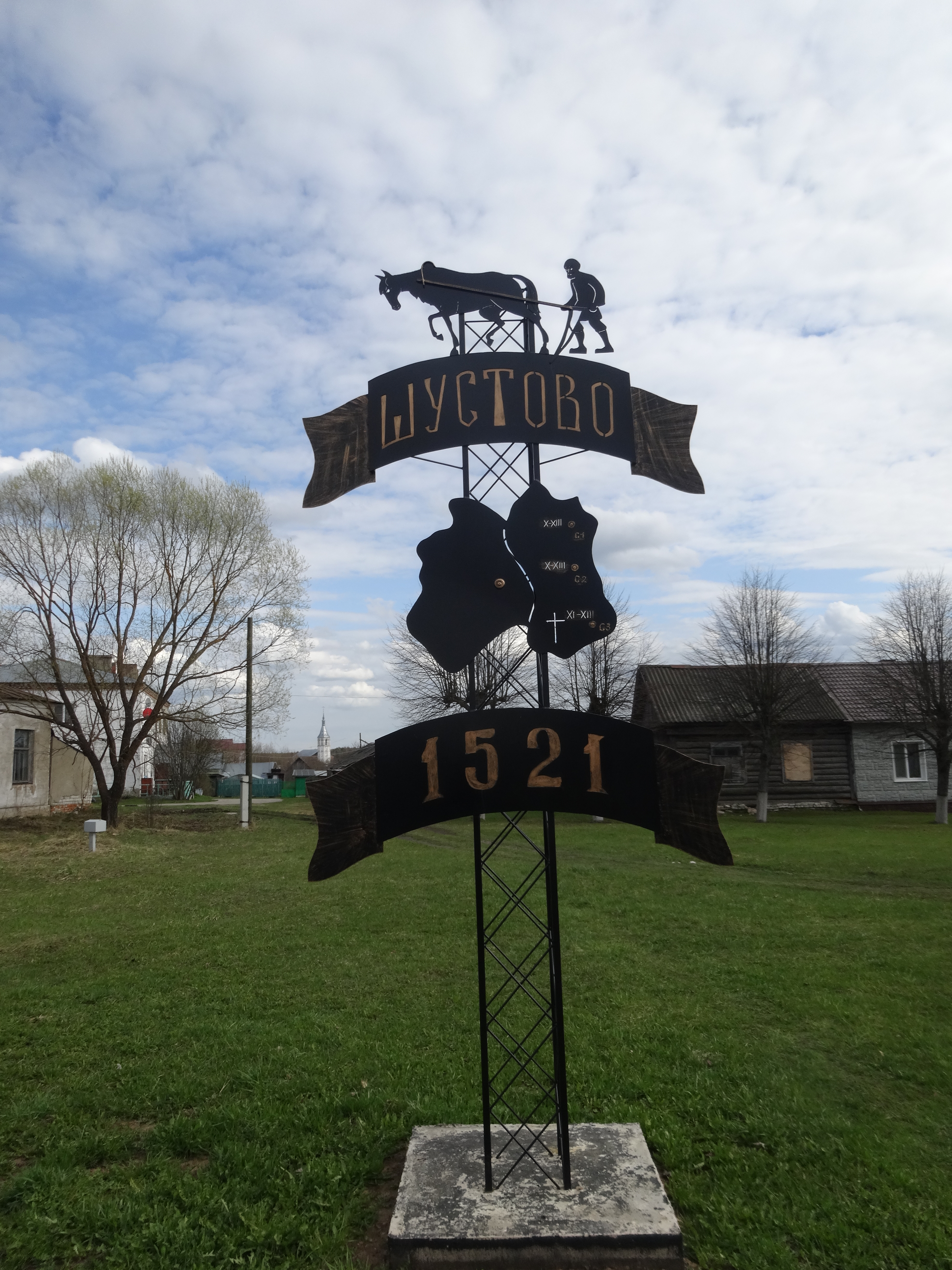

До 1764 года село Шустово принадлежало Троице-Сергиеву монастырю и числилось присёлком к селу Новому-Татарову. По писцовым книгам Суздальского уезда 1628—1630 годов в этом приселке значится «церковь Димитрия Селунского с приделом во имя св. и чудотв. Николая древяна клецки — строенье монастырское; при церкви священник, дьячок, пономарь и просвирня, 5 дворов церковных бобылей…» О дальнейшей судьбе этой церкви не сохранилось никаких сведений.
В 1798—1809 годах вместо ветхой деревянной церкви построен в Шустове каменный храм. Престолов в этом храме два: главный — во имя святого великомученика Димитрия Селунского, в приделе тёплом — во имя святого Николая Чудотворца.
В XIX и первой четверти XX века село входило в состав Мстёрской волости Вязниковского уезда.
В годы Советской власти до 1998 года деревня входила в состав Осинковского сельсовета.

## Население
| 1859 | 1905 | 1926 | 2002 | 2010 | 2021 |
| ---- | ---- | ---- | ---- | ---- | ---- |
| 87   | ↘63  | ↗132 | ↗301 | ↘214 | ↘209 |

## Достопримечательности

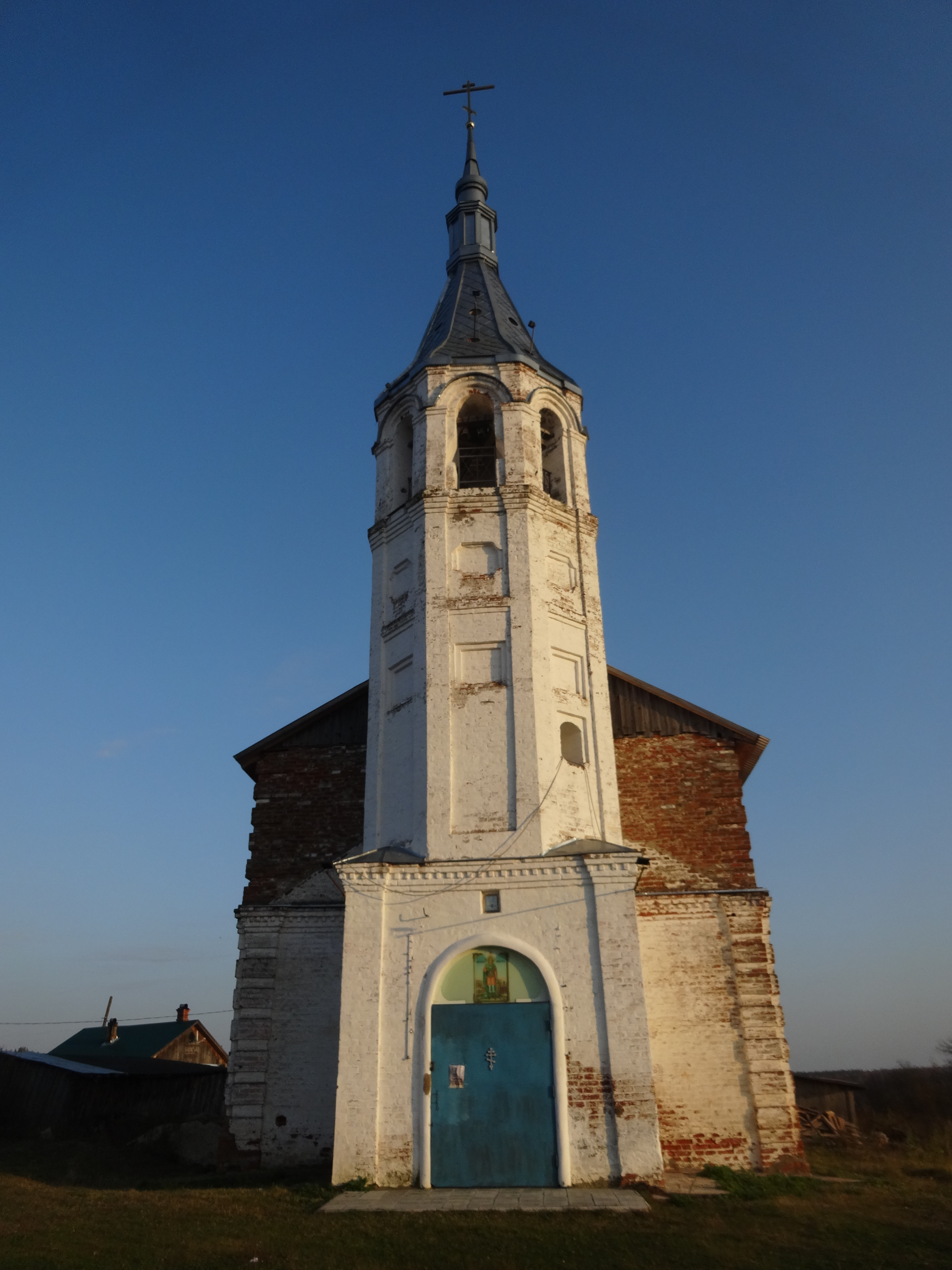

В деревне находится восстанавливаемая церковь Димитрия Солунского (1798—1809).